# Kronologija Domovinskog rata: studeni 1996.

### 4. studenoga
- Talijanski ministar vanjskih poslova Lamberto Dini boravi u službenom posjetu Hrvatskoj.[1]
- Prema privremenim podacima, na izborima održanim 3. studenoga u Srbiji i Crnoj Gori uvjerljivu pobjedu odnijela Miloševićeva vladajuća stranka socijalista.[1]

### 6. studenoga
- Hrvatska svečano primljena u Vijeće Europe. Nakon svečanosti potpisivanja izjave o pristupanju, u 12,30 sati ispred Europske palače u Strasbourgu, uz Lijepu našu i europsku himnu, podignuta hrvatska zastava.[1]
- Hrvatskoj je mjesto sa srednjoeuropskim zemljama od Baltika do Jadrana i još određenije, s jadransko-podunavskim zemljama, kojima Hrvatska najuže pripada, stoji u prigodnoj poslanici predsjednika RH dr. Franje Tuđmana.[1]
- Održana prva konstituirajuća sjednica federalnog parlamenta BiH, konstituiran Zastupnički dom od 140 zastupnika.[1]
- William Jefferson Clinton osvojio 275 izborničkih glasova, pet više nego što je potrebno za pobjedu, te ostaje predsjednik SAD još četiri godine. Predsjednik Tuđman poslao Billu Clintonu čestitku u povodu izbora za predsjednika SAD.[1]

### 7. studenoga
- Kao punopravnu članicu Vijeća Europe u Strasbourgu, na zasjedanju Ministarskog odbora VE, Hrvatsku po prvi put predstavljao ministar Granić.[1]

### 8. studenoga
- U sarajevskoj zračnoj luci obavljena svečana primopredaja zapovjedništva nad snagama IFOR-a u BiH. Američkog admirala Josepha Lopeza zamijenio američki general William Crouch.[1]
- U Grazu počeo dvodnevni summit Srednjoeuropske inicijative, na kojem sudjeluje i hrvatsko izaslanstvo na čelu s premijerom Matešom.[1]

### 9. studenoga
- Predsjednik Tuđman primio u Predsjedničkim dvorima voditelja Prijelazne uprave za hrvatsko Podunavlje Jacquesa Kleina i izaslanstvo lokalnih Srba.[1]
- Veleposlanik SRJ pri UN Vladimir Jovanović poslao pismo Vijeću sigurnosti, u kojem izričito traži produljenje mandata UNTAES-a u Hrvatskoj do početka 1998. godine.[1]
- Predsjednica Republike Srpske Biljana Plavšić smijenila general pukovnika Ratka Mladića i za novog načelnika generalštaba vojske Republike Srpske imenovala general majora Peru Čolića.[1]

### 10. studenoga
- Šestorica bosanskih Srba osumnjičenih za ratne zločine nađeni u policiji i na civilnim položajima u Prijedoru, Omarskoj i Bosanskom Šamcu, otkriva britanski OMRI (Open Media Research).[1]

### 11. studenoga
- Predsjednik Republike i vrhovni zapovjednik oružanih snaga dr. Franjo Tuđman razriješio, zbog umirovljenja, generala zbora Zvonimira Červenka dužnosti načelnika Glavnog stožera HV-a i na tu dužnost imenovao general pukovnika Pavla Miljavca.[2]

### 12. studenoga
- Lider Srba iz hrvatskog Podunavlja Vojislav Stanimirović, nakon povratka s razgovora s predsjednikom Tuđmanom, u Vukovaru postavlja uvjete: odbija skoro uvođenje kune i traži produljenje mandata UNTAES-a za još dvije godine.[2]
- UN kao svoj službeni dokument objavili aide-memoire vlade SRJ o Prevlaci u kojem se zahtijeva da se Beogradu prizna suverenitet nad tim područjem.[2]

### 13. studenoga
- Visoki časnik vojske SRJ tvrdi u beogradskom Dnevnom telegrafu da je sporno otprilike 80 km obale-granice između Hrvatske i SRJ. Prema starim i vjerodostojnim geografskim i katastarskim knjigama, Hrvatskoj pripadaju teritoriji kod ušća Drave u Dunav, te lijevi dio obale Dunava kod Erduta i Vukovara.[2]
- Nakon što zagrebačka kriza nije uvrštena u raspravu sjednice Zastupničkog doma Sabora, oporba iz prosvjeda napustila sabornicu.[2]

### 14. studenoga
- Zastupnički dom Sabora RH ukinuo vojne sudove.[2]

### 22. studenoga
- Predsjednik Tuđman zahvalio na dobrim željama za oporavak predsjednicima Aliji Izetbegoviću, Jacquesu Chiracu, i Sulejmanu Demirelu.[3]

### 23. studenoga
- Predsjednik Tuđman, nakon liječenja u Washingtonu, vratio se u Zagreb.[3]

### 24. studenoga
- Predsjednik Tuđman primio izaslanstvo Hrvata iz BiH, a tema razgovora bila je uspostava tijela vlasti i stanje u provedbi washingtonskih i daytonskih sporazuma.[3]

### 25. studenoga
- Voditelju Međunarodnog povjerenstva za nestale osobe g. Cyrusu Vanceu poznato je da se Hrvatska od početka zalagala za mirno rješenje krize na našem području i da je spremna pomoći u rješavanju svih humanitarnih pitanja, osobito sudbine nestalih, rekao predsjednik Tuđman, primajući u Predsjedničkim dvorima bivšeg posebnog izaslanika glavnog tajnika UN-a u novoj ulozi.[3]

### 26. studenoga
- Posmrtni ostaci pilota Rudolfa Perešina, čiji je zrakoplov srušen u akciji Bljesak kod Bosanske Gradiške, bit će isporučeni hrvatskoj strani, izjavio predsjednik jugoslavenske Komisije za nestale osobe Pavle Todorović.[3]

### 27. studenoga
- Predsjednik Tuđman primio u oproštajni posjet ruskog veleposlanika Leonida Keresteđijanca i odlikovao ga Redom kneza Trpimira s ogrlicom i Danicom.[3]
- Glasnogovornik UNTAES-a Philip Arnold izjavio u Vinkovcima da je u Erdutskom sporazumu točka o stvaranju srpskih općina samo spomenuta, a to tijelo nikad nije bilo zamišljeno kao političko tijelo.[3]

### 28. studenoga
- Otvorena željeznička pruga Ploče-Mostar-Sarajevo, nakon pet godina stanke.[3]

### 29. studenoga
- Međunarodni sud za ratne zločine počinjene na tlu bivše Jugoslavije osudio Dražena Erdemovića na 10 godina zatvora. Osuđen je zbog sudjelovanja u masakru nad 1.200 Bošnjaka iz Srebrenice, što su pogubili bosanski Srbi u Pilicama u srpnju 1995. godine.[3]

### 30. studenoga
- Hrvatska neće ustupiti ni jedan dio svoga teritorija kao cijenu za mirno rješenje otvorenih pitanja sa SRJ - navodi se u aide-memoireu hrvatske Vlade, objavljenom jučer u New Yorku kao dokumentu Glavne skupštine UN-a i Vijeća sigurnosti.[3]